# Progebiophilus euxinicus
Progebiophilus euxinicus är en kräftdjursart som först beskrevs av Popov 1929.  Progebiophilus euxinicus ingår i släktet Progebiophilus och familjen Bopyridae. Inga underarter finns listade i Catalogue of Life.